# Daewoo Magnus
Daewoo Magnus — среднеразмерный седан, разработанный и производившийся компанией Daewoo Motors до её покупки компанией General Motors, и теперь производящийся для GM Daewoo Auto & Technology (GMDAT) компанией Daewoo Incheon Motor Company на заводе в Инчхоне в Южной Корее. GM Daewoo и другие подразделения GM, а также Suzuki, акционер GMDAT, поставляли этот автомобиль на рынок в разных странах под разными названиями. Автомобиль также известен под его внутренним обозначением в Daewoo — V200.
V200 представляет собой дальнейшее развитие Daewoo Leganza (модель V100), основанное на растянутой платформе этой модели. Запущенный в 2000 году, он продавался вместе с Leganza в Корее до окончания производства V100 в 2002 году — тогда он также заменил его на экспортных рынках. В 2003 году был проведен рестайлинг V200, который коснулся внутренней отделки и некоторых внешних элементов. Позднее, в 2006 году, V200 был значительно переработан, в результате чего появилась модель, известная в Корее как V250, или Daewoo Tosca. V250 полностью вытеснил все версии V200 в 2006 году.
Magnus поставляется вместе с разработанным Daewoo рядным шестицилиндровым двигателем XK6 (DOHC 24V, 155 л. с. (116 кВт) при 5800 оборотах в минуту, 240 Н·м крутящего момента при 4000 оборотах в минуту — канадская спецификация) или с разработанным Holden 2-литровым четырёхцилиндровым двигателем E-TEC II (DOHC 16V), перенесённым с Leganza. Italdesign (Италия) был ответственным за дизайн и конструкцию и Leganza, и Magnus. Дизайн V250 разрабатывался уже в Корее компанией GM Daewoo.

## V200 на экспортных рынках
С 2000 до 2006 года V200 продавался как Daewoo Evanda в Восточной Азии и как Chevrolet Evanda во многих странах Европы, где GM не использовала бренд Daewoo, поскольку произведённые там старые модели Daewoo по-прежнему продавались под этой маркой. Evanda заменила Leganza, а также Chevrolet Alero. Позже, в 2004 году, весь бренд Daewoo был заменён Chevrolet в Европе, и модели были переименованы соответственно.
Magnus также продавался как Suzuki Verona в США и как Chevrolet Epica на других рынках, в том числе в Канаде, Китае, некоторых странах Южной Америки и в Аравии. Тем не менее, Suzuki объявила о своём намерении отказаться от Verona после 2006-го модельного года из-за плохих продаж.
Кроме того, этот автомобиль также известен как Formosa Magnus на некоторых азиатских рынках.